# Gordon 86
Gordon 86 är ett reservat i Kanada.   Det ligger i provinsen Saskatchewan, i den sydöstra delen av landet, 2 200 km väster om huvudstaden Ottawa.
Trakten runt Gordon 86 består till största delen av jordbruksmark. Trakten runt Gordon 86 är nära nog obefolkad, med mindre än två invånare per kvadratkilometer.